# Sashimi

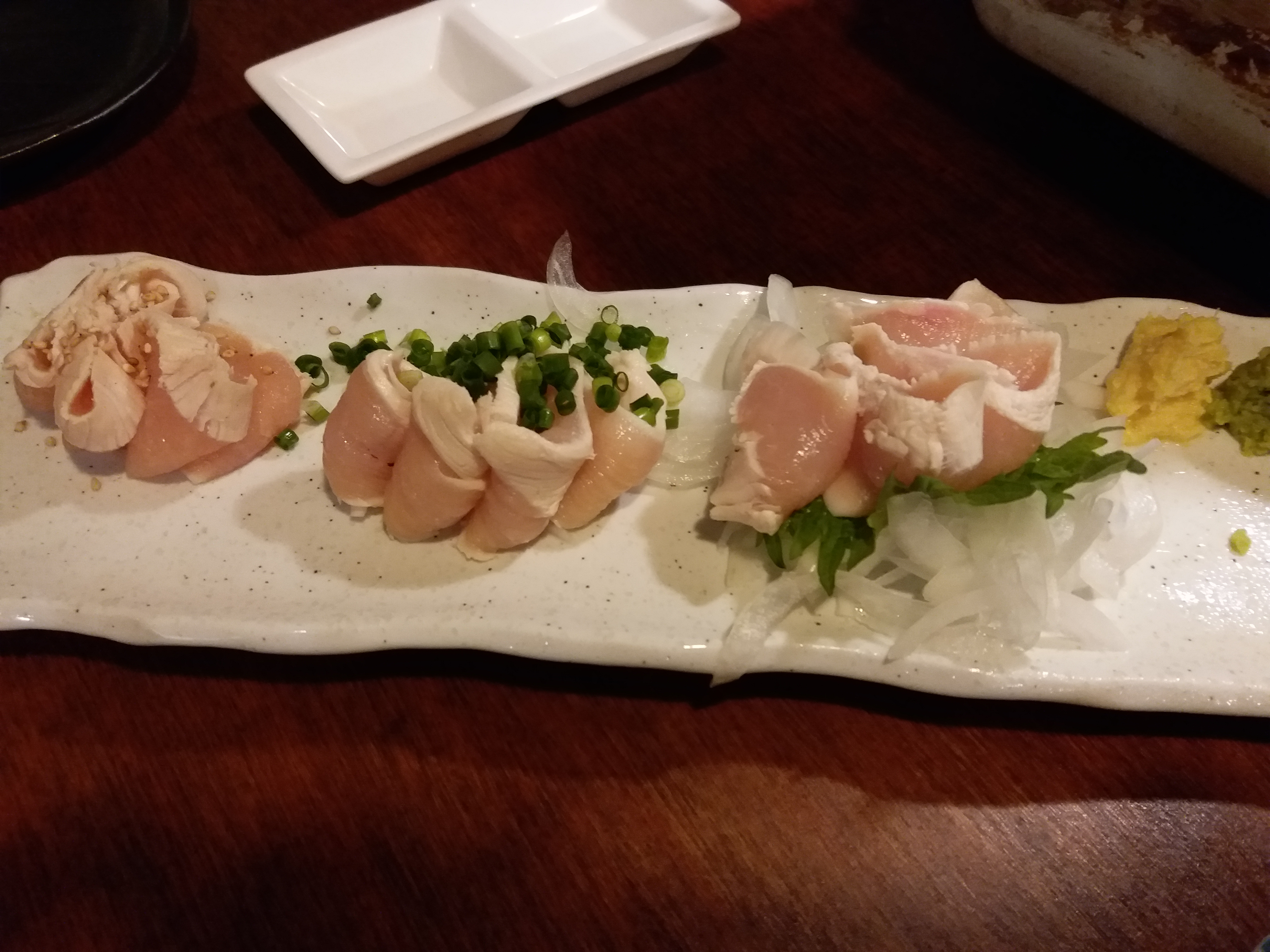
Sashimi de frango

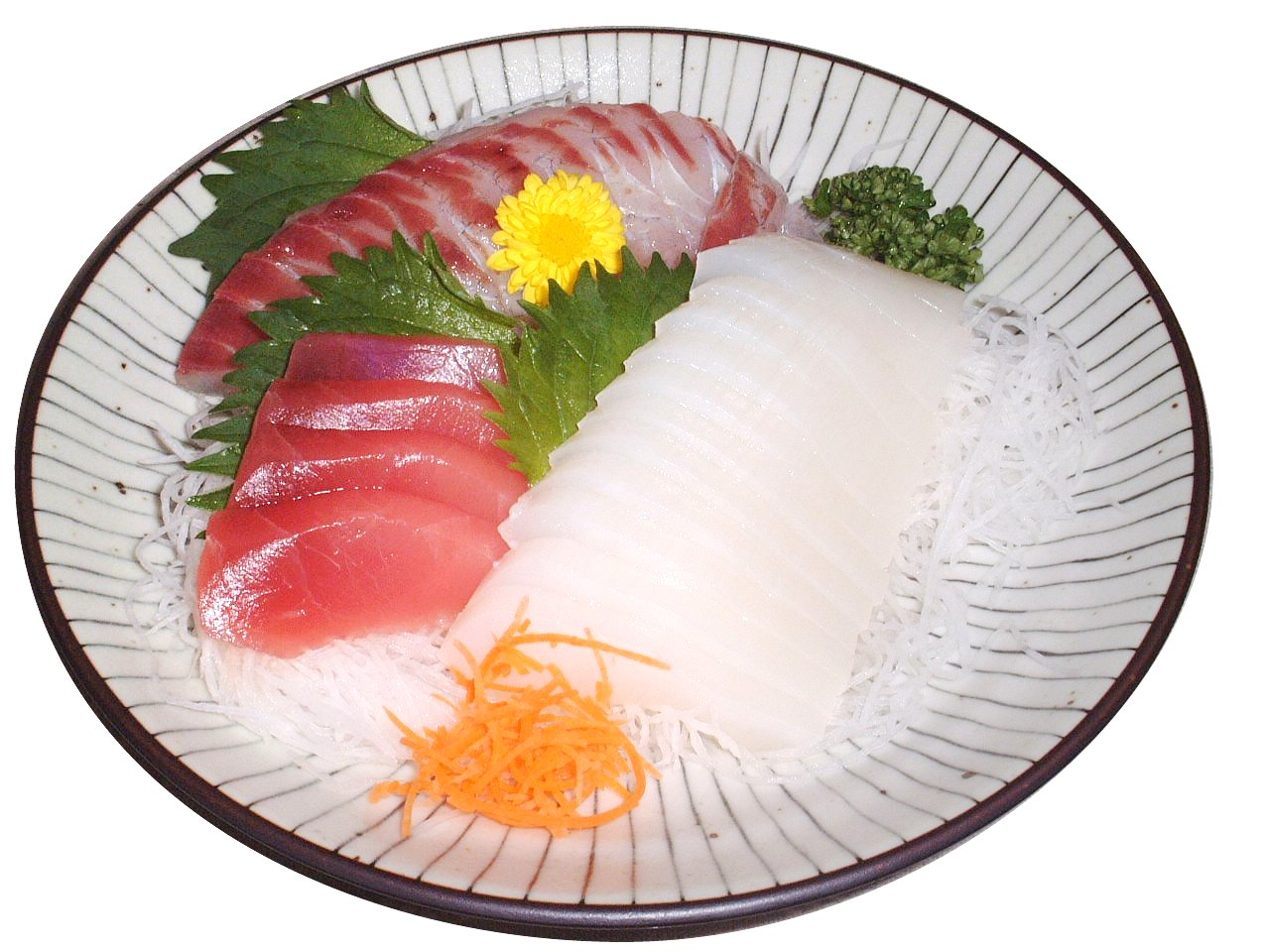
Prato de sashimi sortido

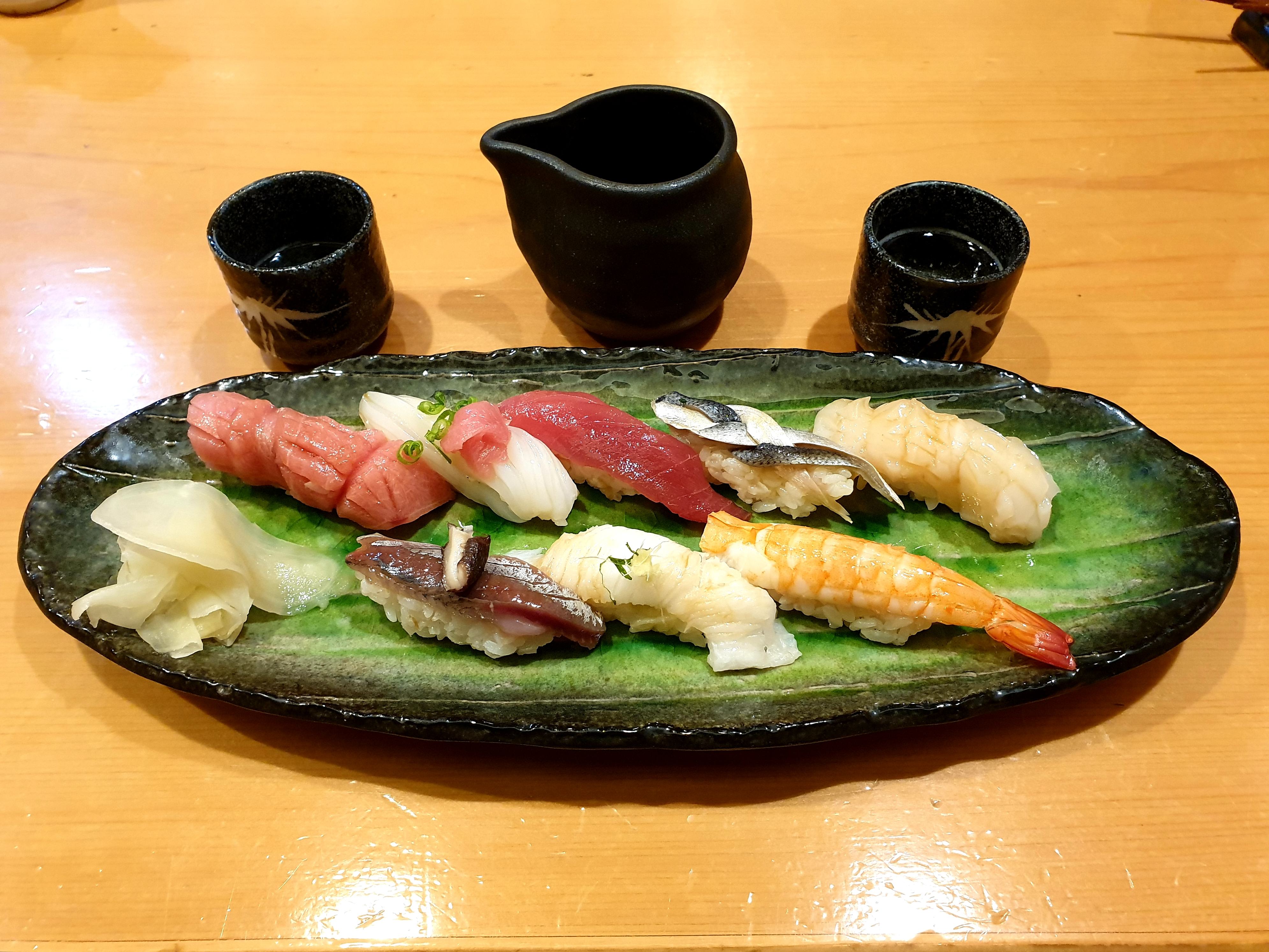
Sashimi tradicional

Sashimi (em japonês:  刺身, AFI: [saɕimiꜜ]) é uma iguaria da culinária japonesa que consiste de peixes e frutos do mar muito frescos e crus, fatiados em pequenos pedaços e servidos apenas com algum tipo de molho (geralmente shoyu, pasta de wasabi, condimentos como gengibre fresco ralado ou ponzu), e guarnições simples como shiso e raiz de daikon fatiada. As dimensões variam de acordo com a espécie de peixe utilizado e o chef, porém costumam ter em torno de 2,5 cm de largura e 4 cm de comprimento, com 0,5 cm de espessura.
A palavra sashimi  significa "corpo furado", onde "刺身 = sashimi = 刺し = sashi ("perfurado", "preso") e 身 = mi ("corpo", "carne"), o que deve derivar da prática culinária de fincar o rabo e a barbatana do peixe às fatias de modo a identificá-lo. Outra possibilidade para o nome pode estar relacionada ao método tradicional de pesca; tradicionalmente, os peixes usados no sashimi são pescados individualmente, e assim que ele é apanhado a sua cabeça é perfurada com um espeto afiado - que o mata instantaneamente - e é colocado em meio ao gelo. Esta perfuração é chamada de processo ike jime. Devido ao fato de a carne do animal morto desta maneira conter uma quantidade mínima de ácido lático, encontrado em maior quantidade em animais que sofreram mortes lentas, ele permanecerá fresco por mais tempo no gelo.
O termo sashimi já foi integrado ao português e demais idiomas ocidentais, e frequentemente é usado para se referir a outros alimentos preparados sem qualquer cozimento, além do prato japonês tradicional abordado neste artigo. Exemplos de sashimi menos comuns (mas não raros) são os itens vegetarianos, como yuba, e carnes vermelhas cruas, como carne bovina ou de cavalo.
O sashimi é quase sempre o primeiro prato em uma refeição formal japonesa. Muitas pessoas acreditam que o sashimi, tradicionalmente considerado o melhor prato da culinária japonesa, deve ser saboreado antes dos outros pratos, para que o paladar não seja afetado.

## Maneira de servir

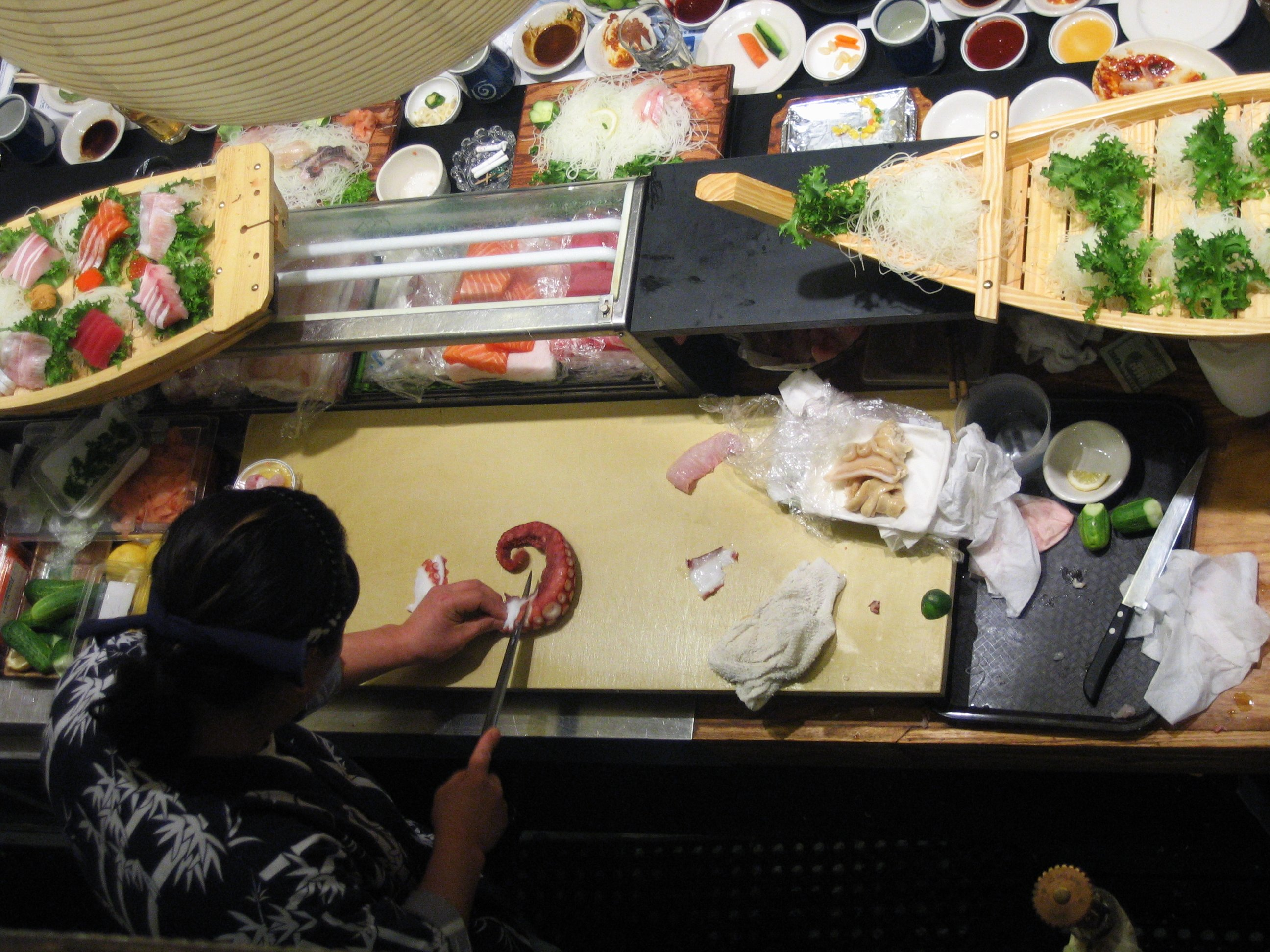
Chef preparando sashimi

O sashimi frequentemente é o primeiro prato a ser servido em uma refeição formal japonesa, porém também pode ser o prato principal, apresentado com arroz e sopa de missô (missoshiru) (em recipientes separados). Muitos japoneses acreditam que o sashimi, tradicionalmente o prato mais refinado da culinária japonesa, deve ser consumido antes que outros sabores fortes afetem o paladar. Em termos culinários, o sashimi representa a apreciação cultural dos japoneses pela sutileza.
Os peixes e frutos do mar fatiados que compõem os ingredientes principais costumam ser servidos sobre alguma guarnição; tipicamente, esta consiste de daikon, uma espécie de rabanete asiático, fatiado em tiras longas e finas, acompanhados por uma folha verde de shissô para cada fatia.
A pasta de wasabi por vezes é misturada diretamente no shoyu (o que não é feito, geralmente, quando se consome o sushi); os puristas, no entanto, se opõem a esta prática de misturar o wasabi ao molho de soja, alegando que isto dilui o sabor picante do wasabi. Um dos motivos alegados para o consumo do wasabi junto com o sashimi (além do gari, gengibre em conserva), além do próprio sabor, é o de matar bactérias e parasitas que possam estar presentes na comida crua.

## Variedades
Alguns dos ingredientes mais populares usados no sashimi são:
- 鮭 (Shake): salmão
- 鰞　/　烏賊 (Ika): lula
- 蝦　/　海老 (Ebi): camarão
- 鮪 (Maguro): atum
- 鯖 (Saba): cavalinha
- 鯵 (Aji): carapau
- 蛸 (Tako): polvo
- とろ (Toro): atum gordo
- 魬 (Hamachi): olho-de-boi
- 鰒　/　河豚 (Fugu): takifugu (espécie de baiacu)
- 帆立貝 (Hotate-gai):　vieira

Alguns ingredientes do sashimi, como o polvo, são servidos após serem cozidos devido à sua textura peculiar. A maior parte, no entanto, é servida crua.
Tataki (たたき ou 叩き, "golpeado", "despedaçado") é um tipo de sashimi que é selado (frito rapidamente), por fora, deixando o seu interior cru.

### Ikezukuri
Ikezukuri (生け作り, lit. "preparado vivo") é um método de preparar sashimi mais difícil que os métodos tradicionais devido à condição do ingrediente. Ele requer um peixe vivo ou um crustáceo como uma lagosta. Restaurantes de ikezukuri possuem um tanque do qual um peixe vivo é escolhido, às vezes no jantar. A carne é removida de um lado da espinha do peixe, cortado em fatias finas, e arranjado no peixe ainda vivo. O peixe é, então, colocado em seu prato na ordem que é cortado.
Algumas vezes, o peixe está vivo ou ligeiramente vivo ao final do jantar. A prática é banida na Austrália e na Alemanha, onde é visto como crueldade com os animais.

### Fugu
O sashimi preparado com o peixe baiacu (fugu) é venenoso por conter tetrodotoxina e pode levar a morte, por isso, no Japão, quem prepara o fugu precisa ter uma licença especial do governo. Como precisa de licença e ainda há o risco de morte, é o mais raro e caro sashimi. Pelo fato de haver o risco de morte, esse tipo de sashimi é proibido por lei a ser servido ao Imperador do Japão.